# Inès Boubakri
Inès Boubakri –en árabe, إيناس بوبكري– (Túnez, 28 de diciembre de 1988) es una deportista tunecina que compite en esgrima, especialista en la modalidad de florete.
Participó en cuatro Juegos Olímpicos de Verano entre los años 2008 y 2020, obteniendo una medalla de bronce en Río de Janeiro 2016 en la prueba individual. Ganó dos medallas de bronce en el Campeonato Mundial de Esgrima en los años 2014 y 2018.

## Palmarés internacional
| Juegos Olímpicos   | Juegos Olímpicos        | Juegos Olímpicos  | Juegos Olímpicos   |
| Año                | Lugar                   | Medalla           | Prueba             |
| ------------------ | ----------------------- | ----------------- | ------------------ |
| 2016               | Río de Janeiro (Brasil) | Medalla de bronce | Florete individual |
| Campeonato Mundial |                         |                   |                    |
| Año                | Lugar                   | Medalla           | Prueba             |
| 2014               | Kazán (Rusia)           | Medalla de bronce | Florete individual |
| 2018               | Wuxi (China)            | Medalla de bronce | Florete individual |